# 派亞特 (阿肯色州)
派亞特（英語：Pyatt）是一個位於美國阿肯色州馬里昂縣的城鎮。

## 地理
派亞特的座標為36°15′09″N 92°50′37″W / 36.25250°N 92.84361°W，而該地的平均海拔高度為248米（即814英尺）。

## 人口
根據2020年美國人口普查的數據，派亞特的面積為3.33平方千米，當中陸地面積為3.25平方千米，而水域面積為0.08平方千米。當地共有人口181人，而人口密度為每平方千米54人。